# Даніель Одубер Кірос
Порфіріо Рікардо Хосе Луїс Даніель Одубер Кірос (ісп. Porfirio Ricardo José Luis Daniel Oduber Quirós; 25 серпня 1921 — 13 жовтня 1991) — костариканський політик, тридцять четвертий президент Коста-Рики.

## Біографія
Закінчив юридичну школу Університету Коста-Рики в Сан-Хосе і потім там же відкрив юридичну фірму. Пізніше навчався в Університеті Макгілла в Монреалі та в Сорбонні.
1948 року був членом Установчої хунти на чолі з Хосе Фіґуересом Феррером, одним із засновників партії Національного визволення (PLN).
1949 року став представником Коста-Рики в ООН. У 1940—1959 роках був уповноваженим на перемовинах з Францією. Від 1953 до 1955 року був послом у деяких країнах Європи.
У 1958—1962 роках був депутатом Законодавчої асамблеї. Від 1962 до 1964 року очолював міністерства закордонних справ і культури. У той період він зумів зміцнити відносини зі Сполученими Штатами. 1966 року брав участь у президентських виборах, але невдало.
1970 року його обрали головою партії Національного визволення, до 1973 року очолював Законодавчу асамблею. Зумів домогтись ухвалення законопроєктів, спрямованих на покращення соціального забезпечення, реформи в освіті, виборчому законодавстві, банківській сфері.
За результатами виборів 1974 року був обраний на посаду президента Коста-Рики. Політика його адміністрації була спрямована на подолання кризових явищ в економіці країни, боротьбу з інфляцією, покращення зовнішньоторгового балансу. Одубер Кірос продовжив реалізацію програм у галузі соціального забезпечення, провів реформу земельних відносин та активно боровся за захист навколишнього середовища. 1975 року повернув правовий статус лівій партії Народний авангард Коста-Рики (до 1943 року — Комуністична партія), а 1977 року відновив дипломатичні відносини з Кубою.
Після завершення президентських повноважень брав активну участь у роботі організації «Міжамериканський діалог».

## Пам'ять
Помер у жовтні 1991 року в Сан-Хосе. 
Його ім'ям було названо міжнародний аеропорт у провінції Гуанакасте.